# Sporopodium
Sporopodium  is een geslacht van korstmossen dat behoort tot de familie Byssolomataceae. De typesoort is Sporopodium leprieurii.

## Soorten
Volgens Index Fungorum telt het geslacht 51 soorten (peildatum januari 2022):
| Soortnaam                   | Auteur(s)                         | Publicatiejaar |
| --------------------------- | --------------------------------- | -------------- |
| Sporopodium aeruginascens   | Lücking & Lumbsch                 | 2001           |
| Sporopodium albonigrum      | Zahlbr.                           | 1930           |
| Sporopodium antoninianum    | Elix, Lumbsch & Lücking           | 1995           |
| Sporopodium argillaceum     | (Müll. Arg.) Zahlbr.              | 1924           |
| Sporopodium aurantiacum     | (Müll. Arg.) Lücking              | 1999           |
| Sporopodium awasthianum     | Kr.P. Singh & Pinokiyo            | 2008           |
| Sporopodium citrinum        | (Zahlbr.) Elix, Lumbsch & Lücking | 1995           |
| Sporopodium cupuliferum     | (Nyl.) Vain.                      | 1921           |
| Sporopodium duplicatum      | Vain.                             | 1921           |
| Sporopodium exiguellum      | Vain.                             | 1921           |
| Sporopodium flavescens      | (R. Sant.) Vězda                  | 1988           |
| Sporopodium fulgurans       | Vain.                             | 1921           |
| Sporopodium gigantosporum   | (Rehm) Zahlbr.                    | 1924           |
| Sporopodium glaucinum       | Vain.                             | 1921           |
| Sporopodium glaucophaeopsis | Vain.                             | 1923           |
| Sporopodium glaucovirescens | (Vain.) Zahlbr.                   | 1924           |
| Sporopodium handelii        | Zahlbr.                           | 1930           |
| Sporopodium hossei          | Vain.                             | 1921           |
| Sporopodium inocarpi        | Vain.                             | 1924           |
| Sporopodium isidiatum       | Sérus. & Lücking                  | 2008           |
| Sporopodium leprieurii      | Mont.                             | 1851           |
| Sporopodium leprosum        | Øvstedal & Elix                   | 2007           |
| Sporopodium leucoxanthoides | Vain.                             | 1921           |
| Sporopodium lucidum         | Aptroot & Sipman                  | 1993           |
| Sporopodium marginatum      | Lücking & Lumbsch                 | 2008           |
| Sporopodium mastocheilum    | Vain.                             | 1921           |
| Sporopodium mastophorum     | Vain.                             | 1921           |
| Sporopodium microplacum     | (Vain.) Zahlbr.                   | 1924           |
| Sporopodium miradorense     | Vain.                             | 1926           |
| Sporopodium muscicola       | Lambley & Sérus.                  | 1997           |
| Sporopodium nylanderi       | Räsänen                           | 1944           |
| Sporopodium ochraceoluteum  | Vain.                             | 1924           |
| Sporopodium ochrolechioides | Vain.                             | 1921           |
| Sporopodium octosporum      | Lücking                           | 1999           |
| Sporopodium olivaceum       | (Müll. Arg.) Vain.                | 1921           |
| Sporopodium oudemansii      | Groenh.                           | 1936           |
| Sporopodium peribyssicum    | (Nyl.) Vain.                      | 1921           |
| Sporopodium phyllocharis    | (Mont.) A. Massal.                | 1853           |
| Sporopodium pilocarpoides   | (Zahlbr.) Lücking & Kalb          | 2002           |
| Sporopodium pilosellum      | Vain.                             | 1921           |
| Sporopodium podosphaera     | Lücking & R. Sant.                | 2002           |
| Sporopodium pycnoblastum    | Vain.                             | 1921           |
| Sporopodium rotuliforme     | (Müll. Arg.) Zahlbr.              | 1924           |
| Sporopodium subflavescens   | Lücking & Lumbsch                 | 2008           |
| Sporopodium subpilosum      | (Vain.) Vain.                     | 1921           |
| Sporopodium subvelutinum    | (Vain.) Vain.                     | 1924           |
| Sporopodium thaxteri        | Vain.                             | 1923           |
| Sporopodium tropicum        | J. Hedrick                        | 1939           |
| Sporopodium vermiculiferum  | Vain.                             | 1921           |
| Sporopodium violaceum       | (Rehm) Zahlbr.                    | 1924           |
| Sporopodium xantholeucum    | (Müll. Arg.) Zahlbr.              | 1924           |